# John McIntire
Pour les articles homonymes, voir McIntire.
John McIntire, né le 27 juin 1907 à Spokane (État de Washington) et mort le 30 janvier 1991 à Pasadena (Californie), est un acteur américain.

## Biographie
De 1935 jusqu'à sa mort en 1991, il est marié à l'actrice Jeanette Nolan. De leur union, sont nés deux enfants, l'acteur et compositeur Tim McIntire, et l'actrice Holly McIntire.

## Filmographie

### Cinéma

#### Années 1940
- 1947 : Marchands d'illusions (The Hucksters) de Jack Conway : Animateur radio
- 1948 : Appelez nord 777 (Call Northside 777) de Henry Hathaway : Sam Faxon
- 1948 : Bandits de grands chemins (Black Bart) de George Sherman : Clark
- 1948 : Le Barrage de Burlington (River Lady) de George Sherman : H.L. Morrison
- 1948 : La Dernière Rafale (The Street with No Name) de William Keighley : Cy Gordon
- 1948 : Le Droit de tuer (An Act of Murder) de Michael Gordon : Juge Ogden
- 1948 : Tragique Décision (Command Decision) de Sam Wood : Maj. Belding Davis
- 1949 : Embuscade (Ambush) de Sam Wood : Frank Holly
- 1949 : Les Marins de l'Orgueilleux (Down to the Sea in Ships) de Henry Hathaway : Thatch
- 1949 : Le Mustang noir (Red Canyon) de  George Sherman : Floyd Cordt
- 1949 : La Scène du crime (Scene of the Crime) de Roy Rowland : Det. Fred Piper
- 1949 : Quand viendra l'aurore (Top o' the Morning) de David Miller : Inspecteur Fallon
- 1949 : Johnny le mouchard (Johnny Stool Pigeon) de William Castle: Nick Avery

#### Années 1950
- 1950 : Francis, le mulet qui parle (Francis) d'Arthur Lubin : Gen. Stevens (le générique du film mentionne 1949)
- 1950 : La Flamme qui s'éteint (No Sad Songs for Me) de Rudolph Maté : Dr. Ralph Frene
- 1950 : Shadow on the Wall de Pat Jackson : Pike Ludwell
- 1950 : Quand la ville dort (The Asphalt Jungle) de John Huston : Commissaire Hardy
- 1950 : Winchester '73 (Winchester '73) d'Anthony Mann : Joe Lamont
- 1950 : Saddle Tramp (en) de Hugo Fregonese : Jess Higgins
- 1950 : L'étranger dans la cité (Walk Softly, Stranger) de Robert Stevenson : Morgan
- 1951 : Trente jours à vivre (en) (Under the Gun) de Ted Tetzlaff : Sheriff Bill Langley
- 1951 : La marine est dans le lac (You're in the Navy Now) de Henry Hathaway : Cmdr. Reynolds
- 1951 : Bon sang ne peut mentir (That's My Boy) de Hal Walker : Benjamin Green
- 1951 : Les tanks arrivent (en) (The Tanks Are Coming) de Lewis Seiler : Colonel Matthews
- 1951 : La quatrième issue (The Raging Tide) de George Sherman : Corky Mullins
- 1952 : Convoi de femmes (Westward the Women) de William Wellman : Roy E. Whitman
- 1952 : La Ruelle du péché (Glory Alley) de Raoul Walsh : Gabe Jordan
- 1952 : Sally et sainte Anne (Sally and Saint Anne) de Rudolph Maté : Alderman Percival Xavier 'Goldtooth' McCarthy
- 1952 : Le monde lui appartient (The World in His Arms) de Raoul Walsh : Deacon Greathouse
- 1952 : Le Traître du Texas (Horizons West) de Budd Boetticher : Ira Hammond
- 1953 : Victime du destin (The Lawless Breed) de Raoul Walsh : J.G. Hardin / John Clements
- 1953 : Le Gentilhomme de la Louisiane (The Mississippi Gambler) de Rudolph Maté : Kansas John Polly
- 1953 : Le Général invincible (The president's Lady ) de Henry Levin : John Overton
- 1953 : Un lion dans les rues (A Lion Is in the Streets) de Raoul Walsh : Jeb Brown
- 1953 : À l'assaut du Fort Clark (War Arrow) de George Sherman : Col. Jackson Meade
- 1954 : Bronco Apache (Apache) de Robert Aldrich : Al Sieber
- 1954 : Je suis un aventurier (The Far Country) d'Anthony Mann : Skagway Sheriff Gannon
- 1954 : Quatre tueurs et une fille (Four Guns to the Border) de Richard Carlson : Dutch
- 1954 : La Montagne jaune (en) (The Yellow Mountain) de Jesse Hibbs : Bannon
- 1955 : Les Forbans (The Spoilers) de Jesse Hibbs : Dextry
- 1955 : Le juge Thorne fait sa loi (Stranger on Horseback) de Jacques Tourneur : Josiah Bannerman
- 1955 : Duel d'espions (The Scarlet Coat) de John Sturges : Gen. Robert Howe
- 1955 : L'Homme du Kentucky (The Kentuckian) de Burt Lancaster : Zack Wakefield
- 1955 : Une ville passe par l'enfer (The Phenix City Story) de Phil Karlson : Albert Patterson
- 1955 : L'Enfer des hommes (To Hell and Back) de Jesse Hibbs : Narrateur
- 1956 : Dix secondes de silence (World in My Corner) de Jesse Hibbs : Dave Bernstein
- 1956 : Coup de fouet en retour (Backlash) de John Sturges : Jim Bonniwell
- 1956 : L'homme qui vécut deux fois (it) (I've Lived Before) de Richard Bartlett (en) : Dr. Thomas Bryant
- 1956 : Brisants humains (Away All Boats) de Joseph Pevney : Old Shipyard Worker / Film Intro Voice-over
- 1957 : Du sang dans le désert (The Tin Star) d'Anthony Mann  : Dr. Joseph J. 'Doc' McCord
- 1958 : L'idole qui chante (en) (Sing Boy Sing) de Henry Ephron : Rev. Walker
- 1958 : La marque du faucon (en) (The Mark of the Hawk) de Michael Audley (en) : Bruce Craig
- 1958 : Lueur dans la forêt (The Light in the Forest) de Herschel Daugherty : John Elder
- 1959 : Le Shérif aux mains rouges (The Gunfight at Dodge City) de Joseph M. Newman : Doc Sam Tremaine

#### Années 1960
- 1960 : Qui était donc cette dame ? (Who was that lady ?) de George Sidney : Bob Doyle
- 1960 : Psychose (Psycho) d'Alfred Hitchcock : Sheriff Al Chambers
- 1960 : Elmer Gantry le charlatan (Elmer Gantry) de Richard Brooks : Rev. John Pengilly
- 1960 : Les Sept chemins du couchant (Seven Ways from Sundown) de Harry Keller : Sgt. Henessey
- 1960 : Les Rôdeurs de la plaine (Flaming Star) de Don Siegel : Sam 'Pa' Burton
- 1961 : Les Deux Cavaliers (Two Rode Together) de John Ford : Maj. Frazer
- 1961 : Été et Fumées (Summer and Smoke) de Peter Glenville : Dr. Buchanan
- 1967 : Violence à Jericho (Rough Night in Jericho) d'Arnold Laven : Ben Hickman

#### Années 1970
- 1974 : Le Nouvel Amour de Coccinelle (Herbie Rides Again) de Robert Stevenson : Mr. Judson
- 1975 : Une bible et un fusil (Rooster Cogburn) de Stuart Millar : Judge Parker
- 1975 : Trappeur dans les neiges (en) (Challenge to Be Free) : Narrator (voix)
- 1977 : Les Aventures de Bernard et Bianca (The Rescuers) : Rufus (voix)

#### Années 1980
- 1981 : Rox et Rouky (The Fox and the Hound) : Grumpy Badger (voix)
- 1982 : Honkytonk Man de Clint Eastwood : Grandpa
- 1984 : Jouer c'est tuer (Cloak & Dagger) de Richard Franklin : George MacCready
- 1989 : Turner et Hooch (Turner & Hooch) de Roger Spottiswoode : Amos Reed

### Télévision
- 1958 : Naked City (série) : Lt. Dan Muldoon (1958-1959)
- 1958 : Au nom de la loi (Wanted: Dead or alive ) (Série), Saison 1, épisode Le carrefour (Crossroads)
- 1958 : Alfred Hitchcock présente : Sylvia
- 1960 : La Quatrième Dimension (The Twilight Zone) (Série), Saison 1, épisode La potion magique : Le vendeur de potion
- 1961-1965 : La Grande Caravane (Wagon Train) (série)
- 1962 : Le Virginien (The Virginian) (série) : Clay Grainger (1967-1970)
- 1966 : Gallegher Goes West (série) : Whitlaw White
- 1968 : The Mystery of Edward Sims : Whit White
- 1971 : L'Enfant au marais (The Boy from Dead Man's Bayou)
- 1971 : Longstreet : Dr. Dan Stockman
- 1971 : Powderkeg : Cyrus Davenport
- 1973 : Linda (en) : Marshall Journeyman
- 1976 : Les Nouvelles filles de Joshua Cabe (The New Daughters of Joshua Cabe) : Sheriff Joshua Cabe
- 1974 : The Healers : Dr. Ernest Wilson
- 1977 : Aspen (feuilleton) : Owen Keating
- 1978 : Lassie: A New Beginning : Dr. Spreckles
- 1978 : Crisis in Sun Valley : Hubbard
- 1978 : The Jordan Chance : Jasper Colton
- 1979 : Victime (Mrs. R's Daughter) : Paul Underwood
- 1979 : Shirley (série) : Dutch McHenry (1979-1980)
- 1981 : American Dream (série) : Sam Whittier
- 1981 : Goliath Awaits : Sénateur Oliver Bartholomew
- 1981 : All the Way Home : John Henry, père de Jay
- 1984 : The Cowboy and the Ballerina : Doc
- 1986 : Les Derniers beaux jours (As Summers Die) : Juge Dudley McCormack
- 1989 : Dream Breakers : Cardinal Angelo